# Podocarpus costalis
Podocarpus costalis — вид хвойних рослин родини подокарпових.

## Етимологія
Видовий епітет вказує на прибережне середовище проживання виду.

## Поширення, екологія
Країни поширення: Філіппіни; Тайвань. Росте на островах в низовинних вічнозелених чагарниках і лісах на карстових вапнякових кручах і гірських хребтах або морських кручах, від майже рівнем моря, до принаймні 300 м над рівнем моря.

## Морфологія
Маленькі, часто кострубаті дерева 1,5–10 м заввишки. Кора стає лускатою на великому гіллі, коричнева з віком стає сіруватою. Крона зазвичай розлога, щільна і нерівна. Листки на молодих рослинах до 9 см довжиною, ширина 10–13 мм, лінійно-ланцетні, прямі, гострі або більш-менш закруглені на вершині. Листки на зрілих рослинах (2)3–5(7) см × 5–8(10) мм, від довгастих до лінійних, шкірясті, верхівки від тупих до округлих, іноді нечітко загострені. Пилкові шишки пазушні, поодинокі, сидячі, (коротко) циліндричні, 8–25 мм завдовжки і 6–8 мм шириною під час цвітіння; мікроспорофіли несуть два кулясті мішечки з пилком. Насіння включаючи оболонку яйцеподібні, 8–10 × 6–7 мм, зелені або сіруваті.

## Використання
Це привабливе, чагарникове карликове дерево популярне в культурі для садів на Філіппінах і на Тайвані, де його плутають з Podocarpus polystachyus. Пилкові шишки P. costalis є набагато міцнішими (до трьох разів більш широких) а листя більш коротке і більш численне. Стиглі вмістилище насіннєвих шишок темно-фіолетово-матові, не червоні. P. costalis також використовується в культурі бонсай.

## Загрози та охорона
Має дуже обмежене поширення. Цей вид знаходиться під правовим захистом на Філіппінах і Тайвані: збір з дикої природи, є незаконним.